# Moonsundi csata
A Moonsund-szigeteknél 1917. október 17-én az Albion hadművelet keretében került sor tengeri ütközetre a német és az orosz flotta egységei között a Moon-sziget és a balti partok közti szorosban.

## Előzmények
Az előző napokban német csapatok szálltak partra a haditengerészet támogatásával Ösel szigetén és a közelben lévő Dagö és Moon szigetek megszerzésére is kísérleteket tettek. Az orosz erősítések küldésének illetve a helyőrség evakuálásának megakadályozására erős német tengerészeti erők hatoltak be a Rigai-öbölbe. Céljuk volt az orosz tengerészeti erők elűzése vagy megsemmisítése is, melyek a Moon-szorosban esetlegesen felbukkanhattak és tüzérségükkel a sziget védőit segíthették volna. A német kötelék két csatahajóból (König és Kronprinz), két könnyűcirkálóból (Kolberg és Straßburg), 16 rombolóból és 34 aknakeresőből állt.
Október 16-án este a kötelék a szoros déli végén horgonyzott le és az éjszakát itt töltötte. A rombolók ellenséges tengeralattjárók után kutattak, míg a vezetőség a másnapi stratégiát dolgozta ki. Az orosz aknamezők helyzetét az elfoglalt Grom rombolón talált térképekről ismerték. E szerint volt egy aknamező délen a Moon-szoros bejáratánál, míg egy másik távol északra közvetlenül a szoros kijáratánál a tengerre. A csatahajókkal az aknamezők között nyugati irányba terveztek haladni és a Kuiwast településnél állomásozó ellenséges flottát valamint a partvédelmi tüzérséget kiiktatni, míg a könnyűcirkálóknak a Moon és Ösel szigetek közötti szorosba kellett behatolniuk és a Moontól délnyugatra lévő Wöi ütegeit megsemmisíteniük. Az aknakereső hajóknak ezalatt Moontól nyugatra kellett megtisztítaniuk egy szoroson átvezető folyosót. Amennyiben az oroszok az aknamezők védelmében ellenállást tanúsítanak és az aknaszedőket tűz alá veszik, akkor Behncke a csatahajóival támadt volna az ellenség nagyobb hadihajóira. Újabb aknaszedőknek ehhez a Rigai-öböl két szorosában kellett a csatahajók manőverezését lehetővé tevő területet aknamentesíteni.

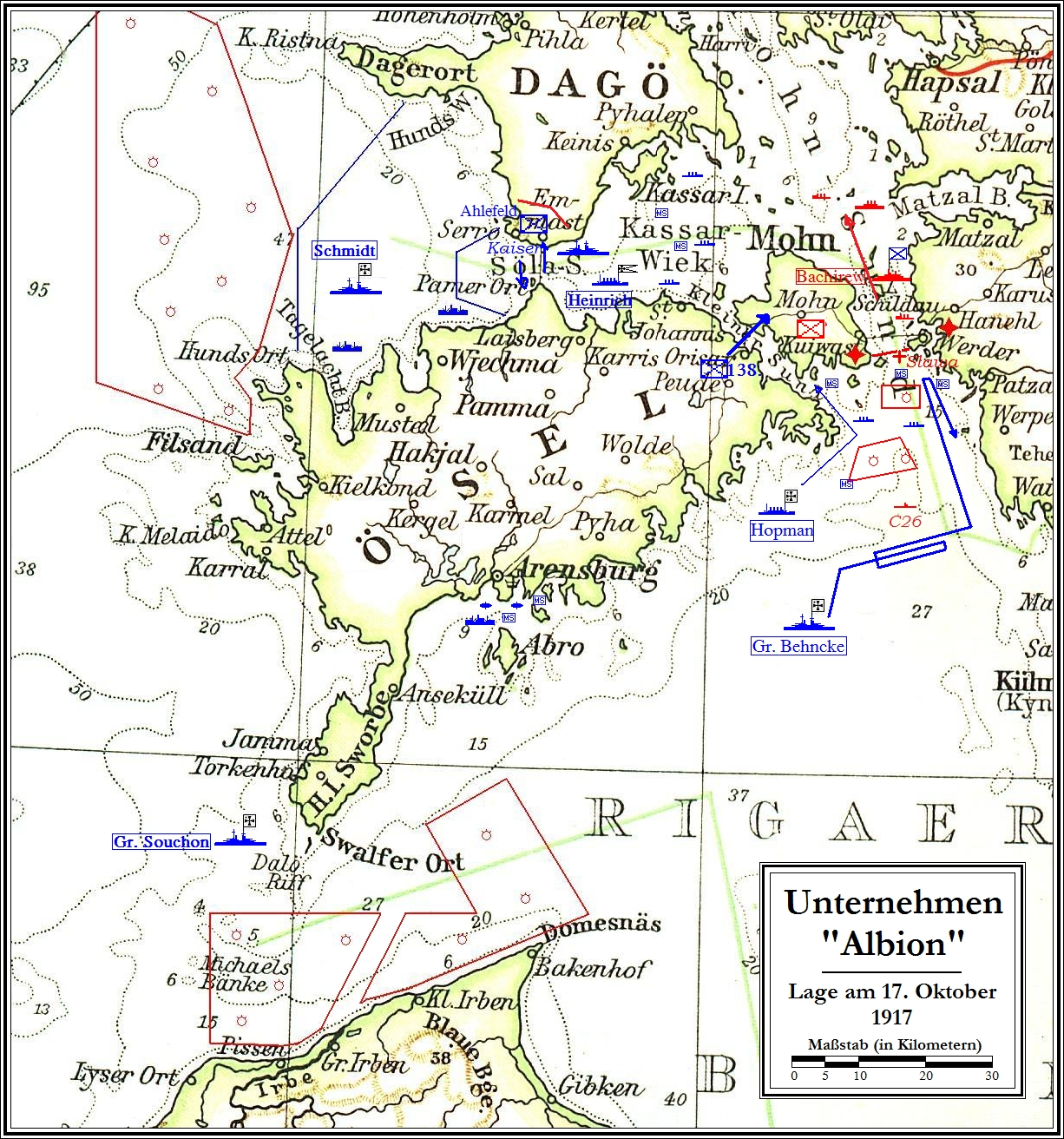
az általános helyzet 1917. október 17-én az Albion hadművelet kezdetén

A korábbi napokban az orosz flotta a partraszállást viszonylag passzívan szemlélte. Bár voltak kisebb harcok, melyben mindkét félt érték veszteségek, de a német fölény hatalmas volt, mivel a Behncke tengernagy Rigai-öbölben állomásozó erőin kívül a szigeteknél volt még nyolc további csatahajó, egy csatacirkáló, több könnyűcirkáló és számos egyéb kisebb egység és ellátóhajó is. Ezzel szemben Bahirev altengernagynak csak négy elavult nehéz egység állt rendelkezésére: a Grazsdanyin és Szlava csatahajók (pre-dreadnoughtok) valamint a Bajan és Admiral Makarov páncélos cirkálók. Ezeken kívül a szintén elavult Gyiana védett cirkáló és könnyű egységek is a kötelékéhez tartoztak, köztük számos modern romboló és három páncélozott ágyúnaszád valamint négy brit tengeralattjáró, melyek közül kettő a Rigai-öbölben tartózkodott.
Az orosz egységek a bomlás jeleit mutatták a februári forradalom és a háború kedvezőtlen alakulása miatt. A hajókon katonatanácsok alakultak a katonák képviseletére és a tisztekéhez hasonló parancsnoki jogosultsággal rendelkeztek, ami megnehezítette a hatékony vezetést. Mivel a katonatanácsok hajlamosak voltak a parancsok megtagadására, a hajókon gyorsan hanyatlott a fegyelem és a hatékonyság.
Az orosz hajók feladata az utolsó orosz kézen maradt sziget, Moon elestének megakadályozása vagy legalábbis annak késleltetése volt, amihez a szoros sekély vize, az aknamezők védelme és a számos partvédelmi üteg jó lehetőséget kínált.

## Az ütközet
Az éjszaka Behncke csoportja a brit tengeralattjárók feltételezett jelenléte miatt nyugtalanság tört ki, de ez az értesülés alaptalannak bizonyult. Hajnali 4:30 körül rádión érkezett jelentés egy eddig ismeretlen aknazárról, mely a már ismertté vált aknamezők között húzódott észak-déli irányban. A jelentés később hibásnak bizonyult, de a német támadási tervet összekuszálta.
Pirkadat után, reggel 7:00-kor kezdtek hozzá a német aknaszedők a feladatuk elvégzéséhez és a déli aknamezőt délről megközelítve egy széles sávot aknamentesítettek. Röviddel ez után két orosz rombolót észleltek az észt partok közvetlen közelében, amelyek Bahirev altengernagyot értesítették a német előretörésről. Bahirev úgy gondolta, hogy a Moon-szoros sekély, aknamezőkkel és tüzérségi ütegekkel védett vizein lenne a legjobb esélye a további német előretörést megakadályozni és ezért ide irányította a nehéz egységeit. A Szlava és a Grazsdanyin hamarosan megjelentek Kuiwastnál egy gőzös és néhány romboló kíséretében, majd hamarosan Bahirev zászlóshajója a Bajan is csatlakozott hozzájuk. Közben az összes rendelkezésre álló hajó felszedte a horgonyt és néhány civil vontatóhajót és gőzös elhagyta a köteléket, a Glagol és Pokoj gőzösöket pedig előkészítették a szorosban tervezett elsüllyesztéshez, mivel így is gátolni akarták meg a német hajókat az előretörésben. Német repülőgépek bombatámadást intéztek a kuiwasti kikötő ellen, melyek bár nem okoztak jelentős károkat, de a látványos robbanások az oroszokra nagy hatást gyakoroltak.

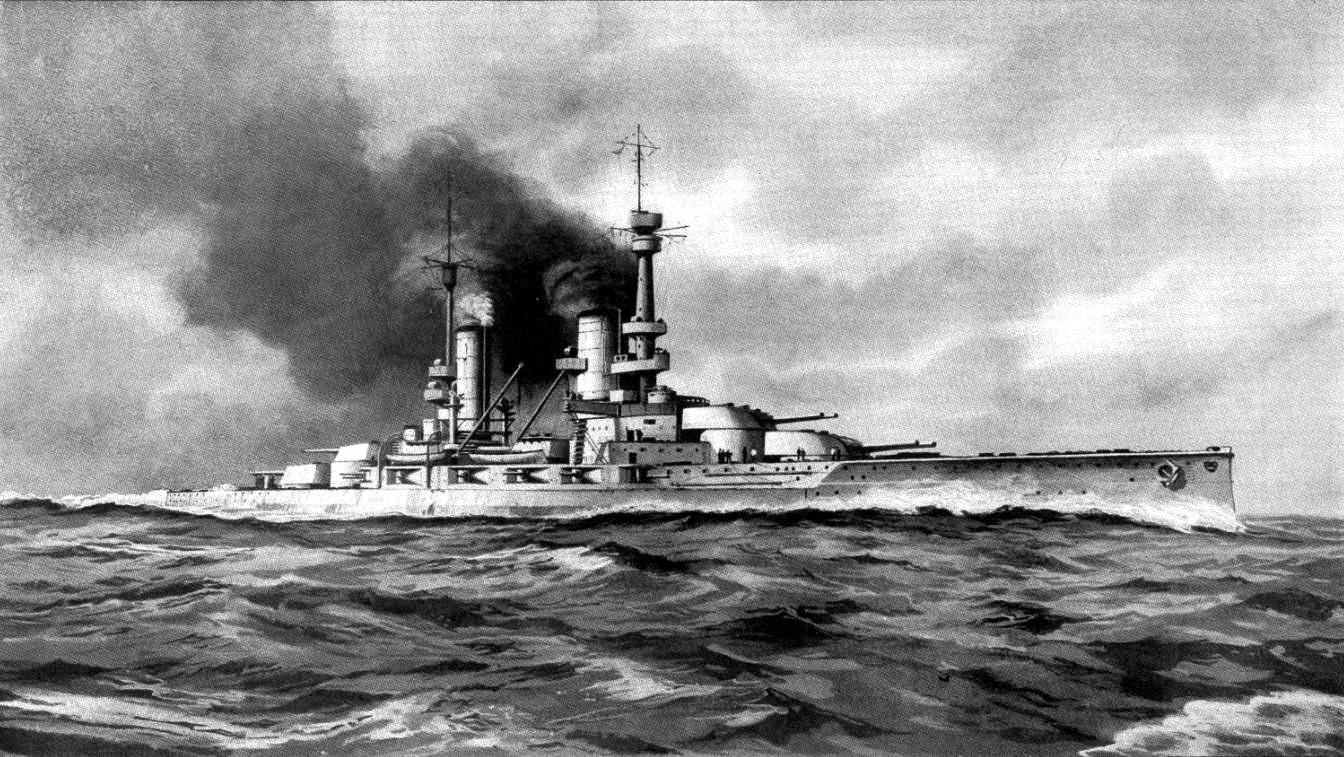
a König csatahajó

A König csatahajó tüzet nyitott a rombolókra, mire azok gyorsan visszavonultak. Közben az orosz hajók és Wöinál lévő parti ütegek a német aknaszedőkre és sperrbrecherekre nyitottak tüzet. Utóbbiakat visszarendelték, a III. aknaszedő fél-flottilla pedig a Moon-szorosban látott munkához, míg a VIII. aknaszedő fél-flottilla az Ösel és Moon közti Kis Sundban haladt előre. Bár a hajók lassan haladtak és az orosz tüzérség is pontosan tüzelt, mégsem érte őket komoly találat. A ködfejlesztő készülékek segítségével sikerült őket az ellenség elől elrejteni.

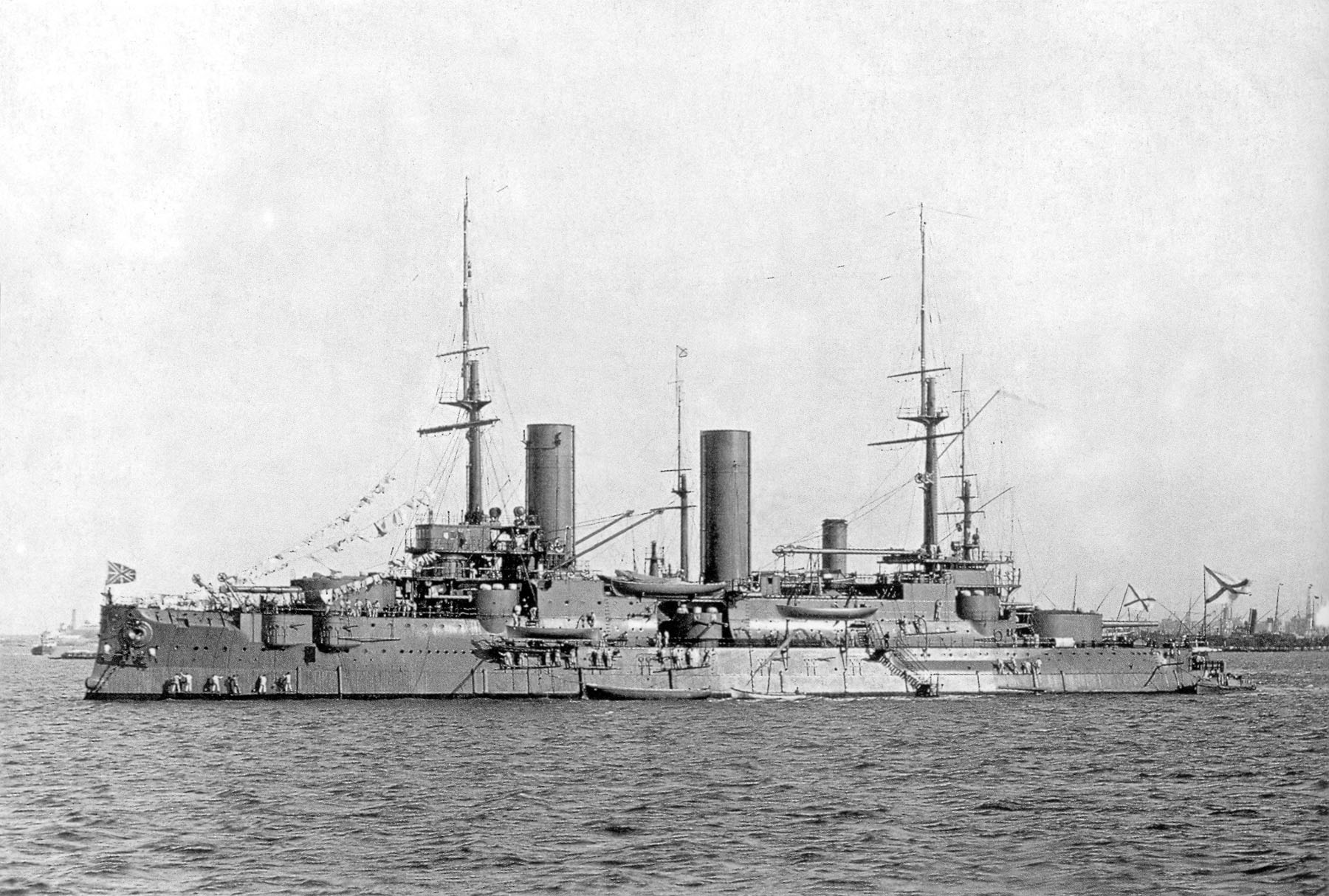
a Szlava Kronstadtban

A Rigai-öbölben a König és a Kronprinz csatahajók 8:00 órakor a déli aknamezőtől délre keleti irányt vett fel. A Szlava kissé északra tért ki, hogy a német ágyúk hatótávolságán kívül maradhasson és célpontot váltva 20 000 méter távolságból a német csatahajókra nyitott tüzet. Bár négy 30,5 cm-es ágyújával jóval kisebb tűzerőt képviselt a tíz-tíz hasonló kaliberű ágyúval rendelkező német csatahajóknál, a speciálisan módosított lövegtalpak miatt nagyobb hatótávolsággal rendelkezett, mivel így magasabb szögben tudta a lövegeit emelni. A német csatahajók sortüzei ezért túl rövidek voltak, ráadásul a szűk szorosban kedvezőtlen pozícióban, aknáktól körülvéve álltak. Az orosz sortűz is jól ült, a Königtől 50 méterre is csapódtak be gránátok, de találat nem érte a németeket. A Szlava elülső lövegtornyánál hamarosan műszaki problémák léptek fel és nem tudta forgatni azt, ezért az aknaszedőket a hátulsó lövegtorony lövegeivel vette tűz alá. Behncke altengernagy ekkor a nagy egységeivel átmenetileg visszavonult nyugati irányba.
Bahirev altengernagy tisztában volt azzal, hogy a németek elállhatnak a támadási tervüktől amennyiben a Moon-szorosban az aknaszedők nem tudják teljesíteni a feladatukat. A hadihajók és a parti ütegek ezért 9:10 körül tűz alá vették a III. aknaszedő fél-flottilla egységeit, de nem tudtak találatot elérni, így azok tovább folytatták az aknamentesítést. 10:00 óra körül a III. aknaszedő-osztály érkezett a segítségükre, míg a csatahajók a Larina-pad és az Avanaseva-pad közt várakoztak. Behncke a III. aknaszedő fél-flottillát az északi aknamezőn tervezte előreküldeni majd nagy sebességgel követte volna őket. Így kijátszhatta az ellenséges tüzet és az orosz nehéz egységekhez olyan közel kerülhetett, hogy ágyúival már elérhette őket. Az orosz nehéz egységek ez idő alatt visszahúzódtak északi irányba, hogy a legénységek élelmet vehessenek magukhoz, majd 10:00 körül ismét közelebb hajóztak és bekapcsolódtak a küzdelembe.
10:00 órára az aknaszedők elérték a kitűzött célt és Behncke a két csatahajóval teljes gőzzel megindult északi irányba és hamarosan elég közel került ahhoz, hogy célba vegye az ellenséges hajókat. 10:13-kor a König tüzet nyitott a Szlavára, négy perc múlva pedig a Kronprinz a Grazsdanyinra. A König hamar belőtte magának a célpontot és a harmadik leadott sortüzének három lövedéke 3-3,5 méterrel a vízvonal alatt találta el az orosz hajót. Kettő közülük átütötte a páncélzatot. Az egyik gránát az elülső generátorház közelében robbant és egy 3,6 méter széles lyukat ütött a vízvonal alatt. Az elülső lőszerraktárt teljesen elöntötte a víz és a hajó elülső része áram nélkül maradt. Egy másik gránát a horgonycsörlőnél csapódott be és szintén erős vízbetörést okozott. A hajó elülső részébe 1130 tonna víz tört be és a hadihajó 8 fokos szögben megdőlt a bal oldalára, amit 4 fokosra sikerült ellenárasztással mérsékelni. A hajó merülése elülső részén 10,5 méterre, hátul 9,9 méterre nőtt. A Grazsdanyin csaknem ugyanekkor szenvedett el két találatot, melyek közül az egyik a tatba csapódott és tüzet okozott, amit hamar el tudtak oltani. Egy másik az övpáncélzaton robbant az egyik 15,2 cm-es lövegtorony közelében és a repeszei megrongáltak két generátort és több gőzvezetéket a gépteremben. 10:24-kor a Szlavát két újabb lövedék találta el az elején. Az egyik a hajó bal oldalán az elülső kémény közelében érte és megsemmisítette a kötözőhelyként használt kápolnát. Több tengerész életét veszítette, sokan megsebesültek és tűz is keletkezett. A második lövedék az ütegfedélzeten robbant. Gáz és füst tört be a kazánterembe és az egyik közeli 15,2 cm-es lövedékeket tároló lőszerraktárt elővigyázatossági okokból elárasztottak. A lángokat negyed órán belül sikerült eloltani. 10:30-kor Bahirev altengernagy az összes hajó számára kiadta a parancsot a Moon-szoros északi részére való visszavonulásra. A Bajan fedezte a páncélos cirkálók visszavonulását és a gyors irány- és sebességváltások átmenetileg megóvták a hajót a találatoktól, bár gyors egymás után nyolc sortűz is villába fogta.
10:39-kor a König újabb két találatot ért el a Szlava vízvonala alatt. Az egyik súlyos pusztítást végzett a legénység szállásain három ember halálát okozva, a másik az övpáncélt áttörve az egyik szénraktár válaszfalába fúródott. A Szlava a német ágyúk hatótávolságán kívülre hajózott, ezért a König a Bajant vette tűz alá és 10:36-kor leadott utolsó sortüzével találatot ért el a hajó jobb oldalán a hajóhíd és az elülső 20,3 cm-es lövegtorony között, mely a felső- és az ütegfedélzetet áttörve a hajó belsejében a pótalkatrészraktárban robbant, ahol számos éghető eszközt is tároltak. A keletkező tüzet csak huszonnégy órával később sikerült eloltani. A robbanás szétszakított nyolc hajóbordát, megrongálta az egyik válaszfalat és leszakította a dupla fenék több lemezét valamint az övpáncél néhány páncéllemezét. A tűzfészek közelében lévő lőszerraktárakat el kellett árasztani és a repeszek okozta réseken is áramlott be víz. Összesen 1000 tonna víz tört be, így 7,9 méteres lett a hajó merülése elől. A gránátok becsapódásakor két ember azonnal életét veszítette és hatan megsebesültek, közülük hárman később belehaltak a sérüléseikbe. Az orosz hajók előbb a német aknaszedőket majd a csatahajókat vették célba, de kárt nem tudtak bennük okozni. 10:40-kor a német csatahajók beszüntették a tüzelést és egy hat vízirepülőgépből álló század 40 bombát dobott a távozóban lévő kisebb orosz egységekre, de találatot nem értek el. A Szlava légvédelme az egyik támadó repülőgépet lelőtte. A heves ágyútűz és az egyidejű légitámadások nagymértékben csökkentették az orosz hajók legénységének a morálját, különösen az veszélyes rakománnyal rendelkező aknarakókét.

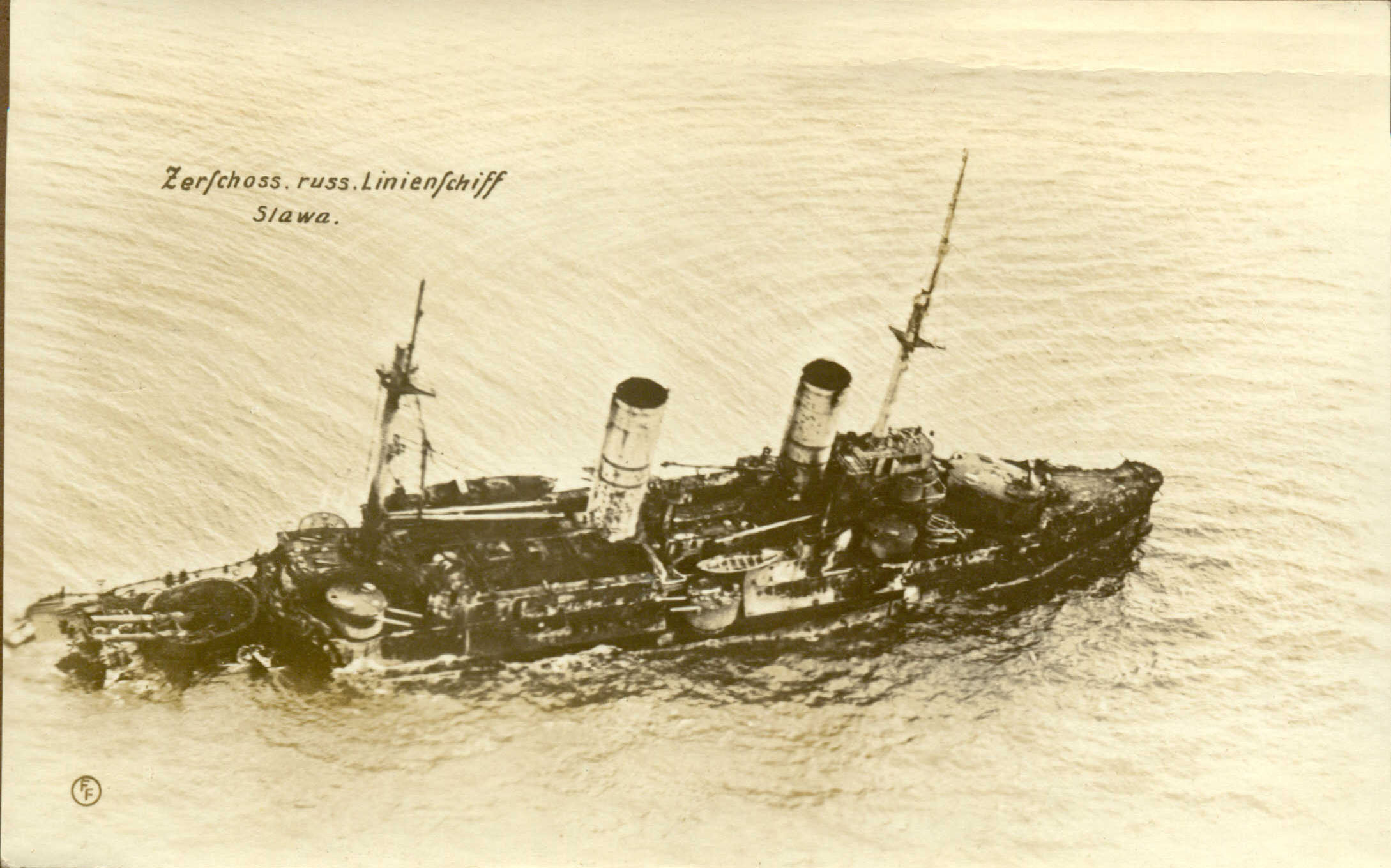
a felrobbantott Szlava

Vlagyimir Antonov kapitány, a Szlava parancsnoka számára hamarosan világossá vált, hogy a hajója nem lesz képes csatlakozni a visszavonuló egységekhez. Bár nem érték kritikus sérülések, a betört vízmennyiség következtében oly mértékben megnőtt a merülése, hogy nem tudott volna már áthajózni a Moon-szoroson. Antonov ezért felvetette, hogy a Bajan és Grazsdanyin elvonulása után a hajóját a szorosban süllyesszék el, így akadályozva a német előretörést. Bahirev egyet értett az elképzeléssel. A Szlava legénysége a harc folyamán még megőrizte a fegyelmezettségét, de a súlyos ellenséges tűzben egyre inkább pánikba esett. Mintegy száz fiatalabb tengerész elhagyta a helyét és mentőmellényeket vett fel. A hajó katonatanácsa elhamarkodottan a gépház evakuálása mellett döntött, így nem volt aki végrehajtsa a parancsnok utasításait és a hajó nem a megfelelő időben állt meg. A kívánt helytől délkeletre futott zátonyra és a legénység itt hagyta magára. A pánikba esett matrózokra fegyvert fogtak, mert csak így tudták megakadályozni, hogy a Szlava és a mellé álló romboló közötti vízbe ugráljanak. Antonov kapitány utolsóként hagyta el a hajót. 11:55-kor az elülső 30,5 cm-es lövegtorony lőszerraktárát felrobbantották. A hatalmas detonáció messze elhallatszott, még a 25 km-re lévő Kassari faluból is látták a képződő hatalmas gombafelhőt. Három romboló is kilőtt a roncsra hat torpedót, de ezek közül csak a Turkmenez Stawropolski által indított egyik robbant fel.

## Az ütközet következményei
A Szlava elvesztése és a másik két nehéz egységét ért súlyos sérülések után Bahirev altengernagy nem tarthatta már tovább a pozícióját. A németek semlegesítették a parti ütegeket és az aknamezőket hamarosan már zavartalanul felszedhették, majd pedig partra szállhattak Moon szigetén. Az orosz flotta visszahúzódott a Moon-szoros északi részére és a sziget és az észt partok közti átjárót igyekezett lezárni. Pár szállítóhajót elsüllyesztettek a szoros lezárása céljából és aknamezőkkel vették őket körül, közben a Moon-szigeten harcoló alakulatokat evakuálták. A Dagön harcoló alakulatokat is evakuálni akarták, de a szállítóhajóknak vissza kellett fordulniuk a német rombolókkal folytatott tűzharc után és az itt rekedt orosz egységek hadifogságba estek. Bahirevnek pár nappal később a megmaradt hajóival sikerült rendezetten visszavonulnia jelentősebb veszteségek elszenvedése nélkül.
Az orosz hadvezetésnek fel kellett adnia a Rigai-öblöt és ez erősen csökkentette a flottájuk hatósugarát a Balti-tenger északi részére korlátozva azt. Ez a terület ráadásul a téli hónapok során teljesen befagyott, így mindenféle hajóforgalmat meg kellett szüntetni és az itteni orosz erők nem tudtak már támogatólag fellépni.

## Fordítás
- Ez a szócikk részben vagy egészben  a   Schlacht im Moon-Sund című német Wikipédia-szócikk fordításán alapul.  Az eredeti cikk szerkesztőit annak laptörténete sorolja fel. Ez a jelzés csupán a megfogalmazás eredetét és a szerzői jogokat jelzi, nem szolgál a cikkben szereplő információk forrásmegjelöléseként.

## Link
- Battle of Moon Island (October 1917), Naval Encyclopedia, 2018. június 10.